# Cerro Prieto, Tlalpujahua
Cerro Prieto är en ort i Mexiko.   Den ligger i kommunen Tlalpujahua och delstaten Michoacán de Ocampo, i den sydöstra delen av landet, 120 km väster om huvudstaden Mexico City. Cerro Prieto ligger 2 783 meter över havet och antalet invånare är 498.
Terrängen runt Cerro Prieto är kuperad, och sluttar norrut. Runt Cerro Prieto är det ganska tätbefolkat, med 185 invånare per kvadratkilometer. Närmaste större samhälle är El Oro de Hidalgo, 11,9 km nordost om Cerro Prieto. I omgivningarna runt Cerro Prieto växer huvudsakligen savannskog.